# Avtomat (Hopper)
Avtomat je slika olje na platnu ameriškega realističnega slikarja Edwarda Hopperja iz leta 1927. Slika je bila prvič prikazana na valentinovo leta 1927 na odprtju Hopperjeve druge samostojne razstave v galerijah Rehn v New Yorku. Do aprila je bila prodana za 1200 $ (21.048 $ v dolarjih iz leta 2023). Slika je danes v lasti umetniškega centra Des Moines v Iowi.

## Ženska
Slika prikazuje osamljeno žensko, ki ponoči strmi v skodelico kave v avtomatu. Skozi od noči zatemnjeno okno se vleče odsev enakih vrst svetil.
Hopperjeva žena Jo, je služila kot model za žensko. Vendar pa ji je Hopper spremenil obraz, da bi jo pomladil (Jo je bila leta 1927 stara 44 let). Spremenil je tudi njeno postavo; Jo je bila ženska z oblinami polne postave, medtem ko je en kritik žensko na sliki opisal kot »'fantovsko' (to je z ravnim oprsjem).«
Kot se pogosto zgodi na Hopperjevih slikah, so ženske okoliščine in njeno razpoloženje dvoumni. Je dobro oblečena in naličena, kar bi lahko pomenilo, da je na poti v službo ali iz nje, v službi, kjer je osebni videz pomemben ali da je na poti na družabno priložnost ali z nje.
Snela je samo eno rokavico, kar lahko pomeni, da je raztresena, da se ji mudi in se lahko ustavi samo za trenutek ali preprosto, da je pravkar prišla od zunaj in se še ni ogrela. Toda slednja možnost se zdi malo verjetna, saj je na mizi, pred njeno skodelico in krožničkom majhen prazen krožnik, kar nakazuje, da je morda pojedla prigrizek in že nekaj časa sedi na tem mestu.
Letni čas – pozna jesen ali zima – je razviden iz tega, da je ženska toplo oblečena. Toda čas dneva ni jasen, saj so dnevi v tem letnem času kratki. Možno je na primer, da je tik po sončnem zahodu in dovolj zgodaj zvečer, da je lahko avtomat mesto, na katerem se je dogovorila za srečanje s prijateljem. Ali pa je lahko pozno ponoči, potem ko je ženska zaključila izmeno v službi. Ali spet, lahko je zgodaj zjutraj, pred sončnim vzhodom, saj se bo izmena kmalu začela.
Ne glede na uro se zdi, da je restavracija večinoma prazna in zunaj na ulici ni nobenih znakov dejavnosti (ali kakršnega koli življenja). To prispeva k občutku osamljenosti in je povzročilo, da je slika popularno povezana s konceptom urbane odtujenosti. En kritik je opazil, da so v pozi, ki je značilna za Hopperjeve melanholične subjekte, »ženske oči spuščene in njene misli obrnjene vase.« Drugi kritik jo je opisal, kot da »strmi v svojo skodelico kave, kot da je zadnja stvar v svetu, ki bi se je lahko oprijela.« Leta 1995 je revija Time uporabila Avtomat kot naslovno sliko za zgodbo o stresu in depresiji v 20. stoletju.
Umetnostni kritik Ivo Kranzfelder primerja temo te slike (mlada ženska, ki sama pije pijačo v restavraciji) s sliko Slivovka Édouarda Maneta in Pivka absinta Edgarja Degasa.

## Gledalčeva perspektiva
Prisotnost naslonjala v spodnjem desnem kotu platna nakazuje, da gledalec sedi za bližnjo mizo, s katere bi lahko tujec nepovabljen pogledal na žensko.
V inovativnem zasuku je Hopper ženske noge naredil za najsvetlejšo točko na sliki, s čimer jo je »spremenil v predmet poželenja« in »gledalca naredil za voajerja«. Po današnjih standardih se ta opis zdi precenjen, toda leta 1927 javno razkazovanje ženskih nog je bilo še dokaj nov pojav.
Hopper je naredil prekrižane noge ženskega subjekta za najsvetlejšo točko na sicer temnem platnu na številnih kasnejših slikah, vključno s Compartment C, Car 293 (1938) in Hotelski lobi (1943).

## Restavracija
Kot ugotavlja kritičarka Carol Troyen, je »naslov in ne kakršna koli podrobnost na sliki tisto, kar označuje restavracijo kot avtomat«. Troyen pa nadaljuje z opazovanjem številnih značilnosti, zaradi katerih bi bila restavracija prepoznavna. Newyorčanu iz 1920-ih: »Bile so čiste, učinkovite, dobro osvetljene in – običajno opremljene z okroglimi mizami iz carrarskega marmorja in stoli iz masivnega hrasta, kot so prikazani tukaj – elegantne. Ko je Hopper naslikal svojo sliko, so Avtomate začeli promovirati kot varna in ustrezna mesta, kjer lahko zaposlena ženska obeduje sama.  Newyorčanu iz 1920-ih bi bila Hopperjeva notranjost takoj prepoznavna kot Avtomat. Fotografija Avtomata na Times Squareu iz leta 1912 razkriva vsako podrobnost stolov in miz z marmorno ploščo, ki ustrezajo temu, kar je naslikal Hopper. Vendar to ni Times Square Automat; stropne luči na tem mestu so bile bistveno bolj okrašene od tistih na sliki.
Avtomati, ki so bili odprti ob vseh urah dneva, so bili tudi »zasedeni, hrupni in anonimni. Na dan so postregli več kot deset tisoč strank«. Poleg tega ženska sedi na najmanj primernem mestu v celotni restavraciji za introspekcijo. Kot ugotavlja Troyen, ima mizo, ki je najbližja vratom, in za njo, na njeni drugi strani je stopnišče do podzemnega nivoja restavracije, zato bi bil mimo njene mize stalen promet, »tiho, kontemplativno« je zunaj. v koraku z energijo mesta, njegovim tempom in njegovim mehaniziranim ritmom, je še bolj opazna zaradi posebej prometnega mesta, na katerem se je odločila sedeti.

## Okno
Hopperjeve slike so pogosto zgrajene okoli 'vinjete' (zgodbe), ki se prikaže, ko gledalec zre v okno ali ven skozi okno. Včasih, kot v Railroad Sunset (1929), Ponočnjaki (1942) in Pisarna v majhnem mestu (1953), je še vedno mogoče videti podrobnosti prizora onstran, tudi potem, ko je Hopper usmeril gledalčev pogled skozi dve stekleni plošči. Ko želi Hopper zakriti pogled, postavi okno pod ostrim kotom glede na opazovalčevo točko ali zapre pogled z zavesami ali žaluzijami. Druga priljubljena tehnika – uporabljena na primer v Konferenci ponoči (1949) – je uporaba močne svetlobe, ki priteka od zunanjosti pod ostrim kotom od sonca ali nevidne ulične svetilke, da osvetli nekaj vsakdanjih podrobnosti v nekaj centimetrih skrajni strani okna, s čimer vrže globlji del pogleda v senco.
Za primerjavo, v Avtomatu okno prevladuje nad sliko, vendar »ne dovoljuje, da bi bilo videti ulico ali karkoli drugega zunaj«. Popolna črnina zunaj je odmik od Hopperjevih običajnih tehnik in od realizma, saj je newyorška ulica ponoči polna svetlobe avtomobilov in uličnih svetilk. Ta popolna praznina omogoča, da odsevi iz notranjosti izraziteje izstopajo in intenzivirajo gledalčevo osredotočenost na žensko.
Okno na drugačen način izraža impresionističen pogled, ne pa realističnega. Kot ugotavlja Mark Strand, »okno odseva samo dvojni odmaknjeni vrsti stropnih luči in nič drugega od avtomatske notranjosti«. Možno je, da je Hopper izpustil te refleksije, da bi se izognil motnjam, ki bi lahko gledalca odvrnile od ženske. Strand pa predlaga alternativni razlog, zakaj je ženski odsev izpuščen:
Slika nakazuje več stvari, a najbolj očitna in najbolj odmevna je ta, da če je tisto, kar odseva okno, res, potem se prizor odvija v limbu in je sedeča ženska iluzija. To je zaskrbljujoča ideja. In če ženska o sebi razmišlja v tem kontekstu, nikakor ne more biti srečna. A seveda ne misli, je produkt druge volje, iluzija, Hopperjev izum.
Učinek ostrenja praznega okna za žensko je najbolj jasno viden, ko je v nasprotju s Sončno svetlobo v kavarni (1958), eno od Hopperjevih poznih slik. Na tej sliki ženska in moški subjekt sedita v sicer prazni kavarni na mestih, ki spominjajo na mize, ki jih zasedata subjekt oziroma gledalec v Avtomatu. Tudi skleda sadja na okenski polici v Automatu ima svojo vzporednico v majhni lončnici na okenski polici v Sončni svetlobi v kavarni. Toda v Sončni svetlobi v kavarni dobro osvetljena ulična scena zunaj velikega okna navidezno odvrne moško pozornost od nasprotnika, tako da se subjekta »ne zdi, da igrata v istem prizoru, kot je bilo«. Nasprotno je v Avtomatu gledalec popolnoma angažiran zaradi prisotnosti ženske.